# Roberto García Parrondo
Roberto García Parrondo (Madrid, 12 de enero de 1980) es un exbalonmanista español, actual entrenador del MT Melsungen. Jugó como extremo derecho y fue internacional con la selección de balonmano de España, con la que jugó los Juegos Mediterráneos de 2005 y el campeonato mundial de Alemania 2007. Alcanzó los 1000 goles en la Liga ASOBAL la temporada 2010-2011 militando en el BM Ciudad Real. Ha marcado un total de 1145 goles en 396 partidos en la Liga ASOBAL. Consiguió la cuarta plaza de los Juegos Olímpicos de Tokio 2020 con la Selección de balonmano de Egipto  y fue campeón de la Champions League del 2019 con el RK Vardar.

## Trayectoria

### Como jugador
| Club                   | País    | Temporadas  |
| ---------------------- | ------- | ----------- |
| Club Balonmano Getasur | España  | -           |
| BM Valladolid          | España  | 1997 - 2003 |
| Ademar León            | España  | 2003 - 2006 |
| BM Valladolid          | España  | 2006 - 2007 |
| BM Ciudad Real         | España  | 2007 - 2011 |
| BM Atlético Madrid     | España  | 2011 - 2013 |
| SC Pick Szeged         | Hungría | 2013 - 2016 |
| Budakalász KC          | Hungría | 2016 - 2017 |

### Como entrenador
| Club                                                  | País                | Temporadas        |
| ----------------------------------------------------- | ------------------- | ----------------- |
| Selección de Macedonia del Norte (segundo entrenador) | Macedonia del Norte | 2017 - 2018       |
| RK Vardar femenino                                    | Macedonia del Norte | 2017 - 2018       |
| RK Vardar                                             | Macedonia del Norte | 2018 - actualidad |

## Palmarés
- 3 veces campeón de la Liga ASOBAL: 2007-2008, 2008-2009 y 2009-2010
- 3 veces campeón de la Copa del Rey: 2007-2008, 2011-2012 y 2012-2013
- 2 veces campeón de la Copa ASOBAL: 2002-2003 y 2007-2008
- 2 veces campeón de la Supercopa de España: 2007-2008 y 2011-2012
- 2 veces campeón de la Copa de Europa: 2007-2008 y 2008-2009
- 1 vez campeón de la Recopa de Europa: 2004-2005
- 1 vez campeón de la Supercopa de Europa: 2008-2009
- 1 vez campeón del Mundial de Clubes: 2012

### Selección de España
- Medalla de oro en los Juegos Mediterráneos de 2005
- Medalla de bronce en el Campeonatos del Mundo de 2011